# مرقشه
مَرقَشه، (همچنین مَرقِشه) روستایی است از توابع بخش مرکزی شهرستان چایپاره در استان آذربایجان غربی ایران.

## جمعیت
این روستا در دهستان چورس قرار داشته و براساس سرشماری مرکز آمار ایران در سال ۱۳۹۵، جمعیت این روستا برابر با ٢٩٢ نفر (٧۴ خانوار) بوده است. 

## در قدیم
فرهنگ جغرافیایی ایران ج ۴: مرقشه دهی است از دهستان چایپاره بخش قره ضیاءالدین شهرستان خوی، در ۲ هزار گزی جنوب غربی قره ضیاءالدین و یک‌هزار گزی غرب راه قره ضیاءالدین به خوی با ۱۱۷ تن سکنه. آب آن از رودخانه آق‌چای، محصولش غلات و حبوبات، شغل مردمش زراعت و گله‌داری و صنایع دستی آن جاجیم‌بافی است.